# Jan Egbert de Vries
Jan Egbert de Vries (* 4. Mai 1944 in Strijen) ist ein niederländischer Mediziner und Immunologe. Er ist Träger der Wilhelm-Exner-Medaille.

## Leben
Jan de Vries studierte an der Universität Utrecht und graduierte 1976 an der Universität Amsterdam zum Doktor der Medizin auf dem Gebiet der Immunologie. Nach zweijähriger Tätigkeit im Labor von John Mendelsohn an der University of California wurde er 1979 zum Vorstand des Departments für Immunologie des Nationalen Krebsforschungsinstitutes in Amsterdam ernannt.

## Wirken
Er entdeckte, dass T-Lymphozyten von Melanom-Patienten deren eigene Tumorzellen in der Zellkultur vernichten konnten. Diese Beobachtungen bildeten die Grundlage für klinische Impfversuche zur Behandlung bestimmter Krebsarten. 1988 wechselte de Vries zum Biotechnologie-Unternehmen DNAX  der Nobelpreisträger Paul Berg und Arthur Kornberg in Palo Alto. In einer Reihe von Publikationen zeigte er auf, dass IL-4 und IL-13 die wesentlichen Auslöser für allergische Erkrankungen sind. 1997 trat de Vries Novartis bei.

## Auszeichnungen
Im Jahr 2005 wurde de Vries mit der Wilhelm-Exner-Medaille ausgezeichnet.